# Большаков, Андрей Олегович
Андре́й Оле́гович Больша́ков (род. 1958) — российский египтолог, доктор исторических наук, профессор кафедры Древнего Востока на Восточном факультете Санкт-Петербургского государственного университета. Заведует сектором Древнего Востока в Отделе Востока Государственного Эрмитажа.

## Биография
Сын востоковеда О. Г. Большакова. В 1980 году окончил кафедру Древнего Востока восточного факультета ЛГУ. Защитил кандидатскую диссертацию «Роль изображений в мировоззрении египтян эпохи Старого царства: по материалам гробниц основных некрополей Египта III тыс. до н. э.» (1985). В 1997 году получил учёную степень доктор исторических наук за диссертацию «Человек и его двойник в египетском мировоззрении Старого царства».
Заведует сектором Древнего Востока в Отделе Востока Государственного Эрмитажа. Постоянный куратор эрмитажных выставок по Древнему Египту в России и за рубежом.

### Монографии и каталоги выставок
- Bolshakov A. O. Man and his Double in Egyptian Ideology of the Old Kingdom. — Wiesbaden: Harrassowitz, 1997. — 336 p. — (Ägypten und Altes Testament, Bd.37). — ISBN 3-447-03892-6.
- Bolshakov A. O., Quirke S. The Middle Kingdom Stelae in the Hermitage. — Utrecht–Paris: Centre for Computer-aided Egyptological Research, 1999. — 121 p. — (Publications interuniversitaires de recherches égyptologiques informatisées, Vol. 3). — ISBN 90-393-2350-X.
- Большаков А. О. Человек и его Двойник. Изобразительность и мировоззрение в Египте Старого царства. — СПб.: Алетейя, 2001. — 285 с. — ISBN 5-89329-357-6.
- Арсиноя или Клеопатра? / авт. вступ. ст. А. О. Большаков ; сост. кат. А. О. Большаков, О. Я. Неверов, Ю. Л. Дюков. — СПб.: Гос. Эрмитаж : Славия, 2002. — 23 с. — ISBN 5-9501-0002-6.
- Bolshakov A. O. Studies on Old Kingdom Reliefs and Sculpture in the Hermitage. — Wiesbaden: Harrassowitz, 2005. — 279 p. — (Ägyptologische Abhandlungen 67). — ISBN 3-447-05184-1.
- Большаков А. О. «Прекрасная пришла». Шедевры портрета из Египетского музея в Берлине : каталог выставки / Гос. Эрмитаж. — СПб.: Изд-во Гос. Эрмитажа, 2009. — 53 с. — ISBN 978-5-93572-335-4.
- Большаков А. О. Эрмитаж. Древний Египет. — СПб.: Альфа-Колор, 2009. — 34 с. — ISBN 978-5-91535-025-9.
- Большаков А.О. Египет в Эрмитаже. Новые открытия / Гос. Эрмитаж. — СПб.: Изд-во Гос. Эрмитажа, 2011. — 176 с. — ISBN 978-5-93572-411-5.
- Два Аменемхета : каталог выставки / А. О. Большаков, О. А. Васильева ; Гос. Эрмитаж. — СПб.: Изд-во Гос. Эрмитажа, 2016. — 64 с. — ISBN 978-5-93572-656-0.
- «Два Аменемхета»: портреты одного царя эпохи Среднего царства / А. О. Большаков, О. А. Васильева ; ГМИИ им. А. С. Пушкина. — М.: ГМИИ им. А. С. Пушкина, 2016. — 51 с. — ISBN 978-5-4330-0053-7.
- Мумия меняет имя : каталог выставки / науч. ред. А. О. Большаков ; авт. ст.: А. О. Большаков, А. Н. Николаев, В. С. Декан, С. В. Кузнецов, В. Р. Ратников ; Гос. Эрмитаж. — СПб.: Изд-во Гос. Эрмитажа, 2021. — 100 с. — ISBN 978-5-93572-947-9.
- Большаков А. О. Египтология — египтомания. К 200-летию дешифровки египетских иероглифов Жаном-Франсуа Шампольоном. — СПб.: Изд-во Гос. Эрмитажа, 2022. — 94 с. — ISBN 978-5-93572-995-0.
- Египтомания. К 200-летию дешифровки египетских иероглифов Ж.-Ф. Шампольоном : каталог выставки / науч. ред. А. О. Большаков, А. Н. Николаев ; Государственный Эрмитаж [и др.]. — СПб.: Изд-во Гос. Эрмитажа, 2023. — 664 с. — ISBN 978-5-907653-12-2.

### Редакция и перевод
- Алексеев А. Ю, Качалова Н. К., Тохтасьев С. Р. Киммерийцы: этнокультурная принадлежность / Информационно-исследовательский институт «Ермаков»; изд. серии А. О. Большаков. — СПб., 1993. — 121 с. — (Публикации Информационно-исследовательского института «Ермаков». Малая серия, 1).
- Матье М. Э. Избранные труды по мифологии и идеологии Древнего Египта / сост. и авт. вступ. ст., с. 8-22, А. О. Большаков ; Ин-т востоковедения РАН. — М.: Восточная литература, 1996. — 325 с. — (Исследования по фольклору и мифологии Востока). — ISBN 5-02-017823-3.
- «Звучат лишь письмена…» : к 150-летию со дня рождения академика Николая Петровича Лихачева : каталог выставки / Гос. Эрмитаж; [науч. ред. кат.: А. О. Большаков, Е. В. Степанова]. — СПб.: Изд-во Гос. Эрмитажа, 2012. — 598 с. — ISBN 978-5-93572-464-1.
- Большаков О. Г. Рождение и развитие ислама и мусульманской империи. VII—VIII вв / Редактор А. О. Большаков. Корректор А. М. Васильев. — М.: Русский фонд развития образования и науки, 2016. — 672 с. — 2000 экз. — ISBN 978-5-91244-168-4.

- Нефертари и долина цариц. Из собрания музея в Турине : каталог выставки / Государственный Эрмитаж ; сост. каталога: Кэрел Жарсайо, Симон Коннор ; авторы вступ. статей: Паоло дель Веско [и др.] ; [пер. с англ. яз.: А. О. Большаков, Е. С. Кальченко, А. В. Кольцова ; пер. с древнеегип. яз. А. О. Большаков]. — СПб.: Изд-во Гос. Эрмитажа, 2017. — 374 с. — ISBN 978-5-93572-728-4.
- Большаков О. Г. Миниатюры петербургской рукописи «Макам» ал-Харири = Miniatures of the St.Petersburg Manuscript of the 'Maqamat' of al-Hariri / науч. ред. А. О. Большаков. — СПб.: Славия : Медина, 2018. — 254 с. — ISBN 978-5-9501-0279-0 (рус. изд.). — ISBN 978-5-9501-0274-5 (англ. изд.).